# Liste der Baudenkmäler in Ingenried
Auf dieser Seite sind die Baudenkmäler in der oberbayerischen Gemeinde Ingenried zusammengestellt. Diese Tabelle ist eine Teilliste der Liste der Baudenkmäler in Bayern. Grundlage ist die Bayerische Denkmalliste, die auf Basis des Bayerischen Denkmalschutzgesetzes vom 1. Oktober 1973 erstmals erstellt wurde und seither durch das Bayerische Landesamt für Denkmalpflege geführt wird. Die folgenden Angaben ersetzen nicht die rechtsverbindliche Auskunft der Denkmalschutzbehörde.
 Die Liste gibt den Fortschreibungsstand vom 30. Dezember 2016 wieder und umfasst fünfzehn Baudenkmäler.

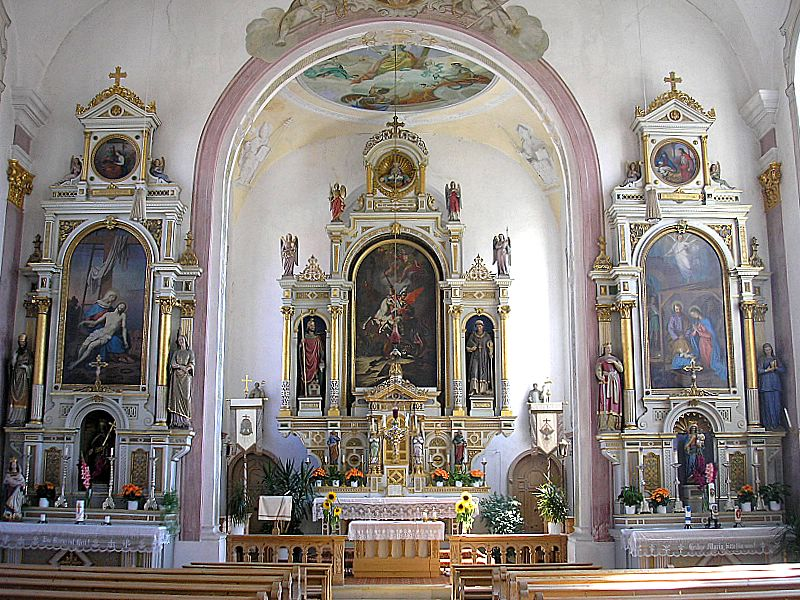
Ingenried, Kirche St. Georg

## Baudenkmäler nach Ortsteilen

### Ingenried
| Lage                                | Objekt                                | Beschreibung | Akten-Nr.             | Bild                 |
| ----------------------------------- | ------------------------------------- | --- | --------------------- | -------------------- |
| Birkenstraße 19 (Standort)          | Steinkreuz                            | Sühnekreuz aus Tuffstein, spätmittelalterlich. | D-1-90-133-5          | BW                   |
| Kirchenstraße 9, 11 (Standort)      | Katholische Pfarrkirche St. Georg     | Spätbarocker Saalbau mit stark eingezogenem quadratischem Chor, Lisenengliederung, Ostturm mit Glockenhaube und konvex geschwungener Westfassade, Neubau von Dominikus Zimmermann 1745/46; mit Ausstattung; Kapelle mit Lourdesgrotte, schlichter Satteldachbau mit Putzgliederung, 1895; Friedhofs- und Missionskreuz, neugotisch aus Gusseisen, bezeichnet 1910. | D-1-90-133-1          | weitere Bilder       |
| Marktoberdorfer Straße 5 (Standort) | Gedenkstein in Form eines Grabsteines | Bezeichnet mit dem Jahr 1702; am westlichen Ortsausgang. | D-1-90-133-6 Wikidata | BW                   |
| Sonnenstraße (Standort)             | Wegkreuz                              | Gusseiserner Kruzifix und Korpus im historisierenden Jugendstil, um 1900. | D-1-90-133-17         | BW                   |
| Welfenstraße 5 (Standort)           | Ehemaliges Mesnerhaus                 | Zweigeschossiger Einfirsthof mit Flachsatteldach und Tennenbundwerk, verputzter Ständerbau, erste Hälfte 18. Jahrhundert. | D-1-90-133-3 Wikidata | weitere Bilder       |
| Welfenstraße 8 (Standort)           | Ehemaliger Bauernhof                  | Zweigeschossiger Mittertennbau mit Flachsatteldach, verputzter Ständerbau, Ende 17. Jahrhundert. | D-1-90-133-4 Wikidata | Ehemaliger Bauernhof |

### Erbenschwang
| Lage                       | Objekt                                          | Beschreibung | Akten-Nr.              | Bild                 |
| -------------------------- | ----------------------------------------------- | --- | ---------------------- | -------------------- |
| Erbenschwang 28 (Standort) | Ausleger                                        | Schmiedeeisern, Anfang 18. Jahrhundert. | D-1-90-133-10 Wikidata | BW                   |
| Erbenschwang 30 (Standort) | Katholische Filialkirche St. Jakobus der Ältere | Romanische Chorturmkirche mit Triforienfenster, Walmdach und angefügter Sakristei, frühes 13. Jahrhundert, Langhaus 1737 erneuert; mit Ausstattung. | D-1-90-133-7 Wikidata  | weitere Bilder       |
| Erbenschwang 32 (Standort) | Ehemaliger Bauernhof                            | Zweigeschossiger Einfirsthof mit Flachsatteldach und Tennenbundwerk, bezeichnet mit dem Jahr 1794.                                                  | D-1-90-133-8 Wikidata  | Ehemaliger Bauernhof |
| Erbenschwang 42 (Standort) | Hauskreuz                                       | Nachgotischer Kruzifix aus Holz, zweites Viertel 16. Jahrhundert.                                                                                   | D-1-90-133-9 Wikidata  | Hauskreuz            |
| In Erbenschwang (Standort) | Kilometerstein nach Schongau und Oberdorf       | Runder Kalksandstein, 19. Jahrhundert. | D-1-90-133-15 Wikidata | weitere Bilder       |

### Huttenried
| Lage                                                                          | Objekt                                | Beschreibung | Akten-Nr.              | Bild |
| ----------------------------------------------------------------------------- | ------------------------------------- | --- | ---------------------- | --- |
| Huttenried 13 (Standort)                                                      | Wohnteil des ehemaligen Einfirsthofes | Zweigeschossiger Mitterstallbau mit flachem Satteldach, verputzter Ständerbau mit Bohlenfüllung, um 1624, um 1900 umgebaut, Tennenteil 1994 abgebrochen. | D-1-90-133-16 Wikidata | Wohnteil des ehemaligen Einfirsthofes |
| In Huttenried (Standort)                                                      | Dorfkapelle Heilig Kreuz              | Einschiffiger Putzbau mit dreiseitigem Chorschluss und Dachreiter, 1863; mit Ausstattung.                                                                | D-1-90-133-11 Wikidata | Dorfkapelle Heilig Kreuz |
| Hennenbichel (an der Bundesstraße, an der Abzweigung nach Burggen) (Standort) | Grenzstein                            | Bezeichnet mit dem Jahr 1785 | D-1-90-133-13 Wikidata | [[Vorlage:Bilderwunsch/code!/C:47.8014,10.81787!/D:Hennenbichel (an der Bundesstraße, an der Abzweigung nach Burggen), Grenzstein!/\|BW]] |

### Krottenhill
| Lage                     | Objekt                                  | Beschreibung | Akten-Nr.              | Bild                                    |
| ------------------------ | --------------------------------------- | --- | ---------------------- | --------------------------------------- |
| Krottenhill 1 (Standort) | Katholische Ortskapelle Heilige Familie | Katholische Ortskapelle, kleiner verputzter Saalbau mit polygonalem Chorabschluss und Dachreiter, 1894; mit Ausstattung. | D-1-90-133-14 Wikidata | Katholische Ortskapelle Heilige Familie |